# 小行星4422
小行星4422（英語：4422 Jarre）是一颗围绕太阳公转的小行星。1942年10月17日，L. Boyer在阿尔及尔发现了此天体。
这颗小行星的绝对星等为214.13306等。